# Preußische EP 202 bis EP 208
Die EP 202 bis EP 208 waren Elektrolokomotiven der Preußischen Staatsbahn für den Personenzugdienst im schlesischen Netz. Bei der Deutschen Reichsbahn wurden sie 1925 in die Baureihe E 30 eingeordnet.

## Geschichte
Die Lokomotiven wurden gebaut, weil auf den schlesischen Nebenstrecken nach Liebau und Halbstadt nicht nur Elektrotriebwagen verwendet werden sollten. Die Preußische Staatsbahn bestellte deshalb im Jahr 1913 sieben Stück der 1'C-Lokomotiven. Diese wurden aber in der Achsfolge 1'C1' ausgeführt, damit der Heizkessel für die damals dampfbeheizten Wagengarnituren aufgenommen werden konnte.
Die erste Lokomotive mit der Nummer EP 202 wurde 1915 in Betrieb genommen. Der Bau der nächsten Exemplare konnte aber aufgrund des Ersten Weltkriegs nicht schnell fortschreiten und so folgten sie erst in den Jahren 1917 (EP 203, EP 204), 1918 (EP 205), 1919 (EP 206), 1920 (EP 207) und 1921 (EP 208). Zu Beginn verkehrten sie auf der Strecke Nieder Salzbrunn–Halbstadt, dort wurden sie allerdings schon ab 1920 durch die Triebwagen ET 507, später ET 88, verdrängt.
Danach beförderten die Lokomotiven die Personenzüge auf der Schlesischen Gebirgsbahn zwischen Hirschberg und Königszelt, da die dafür vorgesehenen preußischen EP 236 bis 246 noch nicht ausgeliefert waren. Die Lokomotiven waren aber für die schweren Lasten nicht geeignet, was zu großem Verschleiß und vielen Betriebsstörungen führte.
Nach der Auslieferung der EP 236 bis 246 und EP 213 ff. (spätere Baureihe E 421+2) wurden die EP 202-208 im Jahr 1924 an das mitteldeutsche Netz abgegeben, wo sie in den Bahnbetriebswerken Bitterfeld und Rothensee beheimatet waren. Auf den dortigen Flachlandstrecken bewährten sie sich zunächst gut, bis  steigende Zuglasten wieder Schäden durch Überbeanspruchung verursachten. Der Einbau gebrauchter Teile aus den ausgemusterten Schnellzuglokomotiven ES 9 bis ES 19 (die baugleiche Fahrmotoren besaßen) ermöglichte nun eine kostengünstige Instandhaltung. Zur Schonung der Lokomotiven fuhr man schwere Züge auch mit Vorspannlokomotive.
In den Jahren 1927 bis 1930 musterte die Deutsche Reichsbahn die Lokomotiven aus. Museal blieb keine erhalten.

## Konstruktive Merkmale
Der Rahmen der Lokomotive war dreigeteilt. Er bestand aus dem mittleren Motortragrahmen, der zusätzlich zum Motor die erste und zweite Antriebsachse sowie die Blindwelle aufnahm. An ihm waren vorn ein Rahmenstück zum Abstützen der vorderen Laufachse und hinten ein Rahmenstück zur Aufnahme der hinteren Treib- und der Laufachse angenietet. Der Rahmen war versteift durch den Motorquerträger, die Pufferbohle und weitere Querversteifungen. In ihm waren die Achsen geführt, von denen die vordere Laufachse eine Bisselachse und die hintere eine Adamsachse war. Die mittlere Treibachse war seitenverschiebbar, die anderen fest im Rahmen gelagert. Der mit dem Rahmen vernietete Lokkasten war als aus einem blechverkleideten Profilstahlgerüst ausgeführt. Der vordere Führerstand war als Endführerstand, der hintere als zurückgesetzter ausgebildet. In dem Vorraum vor ihm war der Heizkessel platziert. Die Führerstände waren innen mit Holz ausgekleidet, die Dachhauben waren abnehmbar. Der Heizkesselvorbau verlieh der Lokomotive ihr charakteristisches unsymmetrisches Aussehen.
Der Antrieb der Lokomotive war mit einer schrägen Treibstange und einer Blindwelle gestaltet, vom Aufbau her war er grundsätzlich dem der E 01 gleich. Die Bremse war als Klotzbremse ausgeführt, mit ihr konnten jede Kuppelachse beidseitig abgebremst werden. Außerdem besaß die Lokomotive noch eine Wurfhebelbremse als Handbremse. Die in Fahrtrichtung ersten beiden Räder konnten besandet werden.
Der Haupttransformator der Lokomotive war als ölgekühlter ausgeführt worden. Er war in Kernbauweise mit getrennten Wicklungen hergestellt. Zur elektrischen Ausrüstung gehörten noch die zwei Scherenstromabnehmer, die auf Isolatoren gelagerten Dachleitungen und der unter der Dachhaut stationierte Hauptschalter. Der Fahrmotor war als Einphasen-Reihenschlussmotor mit Wendepolwicklung ausgebildet, er besaß den beachtenswerten Ankerdurchmesser von 2,4 Metern, zwei ständig in Reihe geschaltete Ankerwicklungen und unterteilte Kommutatoren. Gesteuert wurde der Motor durch ein handbetriebenes Nockenschaltwerk, genauso, wie es auch bei der E 01 ausgebildet war. Es besaß eine Schaltwalze mit 16 Dauerfahrstufen. Die Fahrtrichtungsumkehr wurde mit einer zusätzlichen Schaltwalze ausgeführt, mit ihr wurde die Erregerwicklung des Fahrmotors umgeschaltet.
Die Hilfsbetriebe waren ebenso wie bei der E 01 ausgebildet, sie bestanden elektrisch aus dem Hilfstransformator und mechanisch aus dem Heizkessel. Der Hilfstransformator war für verschiedene Hilfselemente zuständig und wurde beim Betrieb vom Haupttransformator, im abgestellten Zustand von einer Steuerleitung gespeist. Der Heizkessel war ein koksgefeuerter Dampfkessel für die Wagenheizung. Bei einem Druck von 10 bar konnte ein Personenzug drei Stunden lang beheizt werden.